# Medalla de Buena Conducta
La Medalla de Buena Conducta es una de las distinciones más viejas que hay, que otorga las Fuerzas Armadas de los Estados Unidos. La Armada la instauró por primera vez en 1869, seguido por los Marines en 1896. Los Guarda Costas la implantaron en 1923 y el Ejército en 1941. La Fuerza Aérea fue la última rama en crear la distinción en 1963, luego la descontinuó por un breve tiempo desde febrero de 2006 hasta febrero de 2009.

## Criterio
La Medalla de Buena Conducta puede ser otorgada a cualquier persona que este en servicio activo de alguna de las ramas de la fuerza armada, que complete satisfactoriamente tres años de carrera mostrando un «servicio fiel y honorable». Tal servicio implica que fue completado sin ningún castigo judicial, infracción disciplinaria, o Corte marcial. Si la persona llegase a cometer alguna de estas faltas, deberá completar los tres años nuevamente más otros tres por cada infracción adicional para que pueda ser elegible nuevamente.
- Datos: Q2983464
- Multimedia: Good Conduct Medals (United States) / Q2983464